# 渥太華河
渥太华河（英語：Ottawa River）是加拿大的主要河流之一，用于界定安大略和魁北克省。她发源于魁北克西部Capimitchigama湖，过Timiskaming湖后到达安大略边界，向东南方向流向首都渥太华，过修地埃瀑布后吸纳支流丽都河和嘎地诺河。过国会山庄后水流湍急。到蒙特利尔后归入圣劳伦斯河，并入圣路易湖。渥太华河全长1,271公里，流域面積146,000平方公里。